# Grande setor alpino

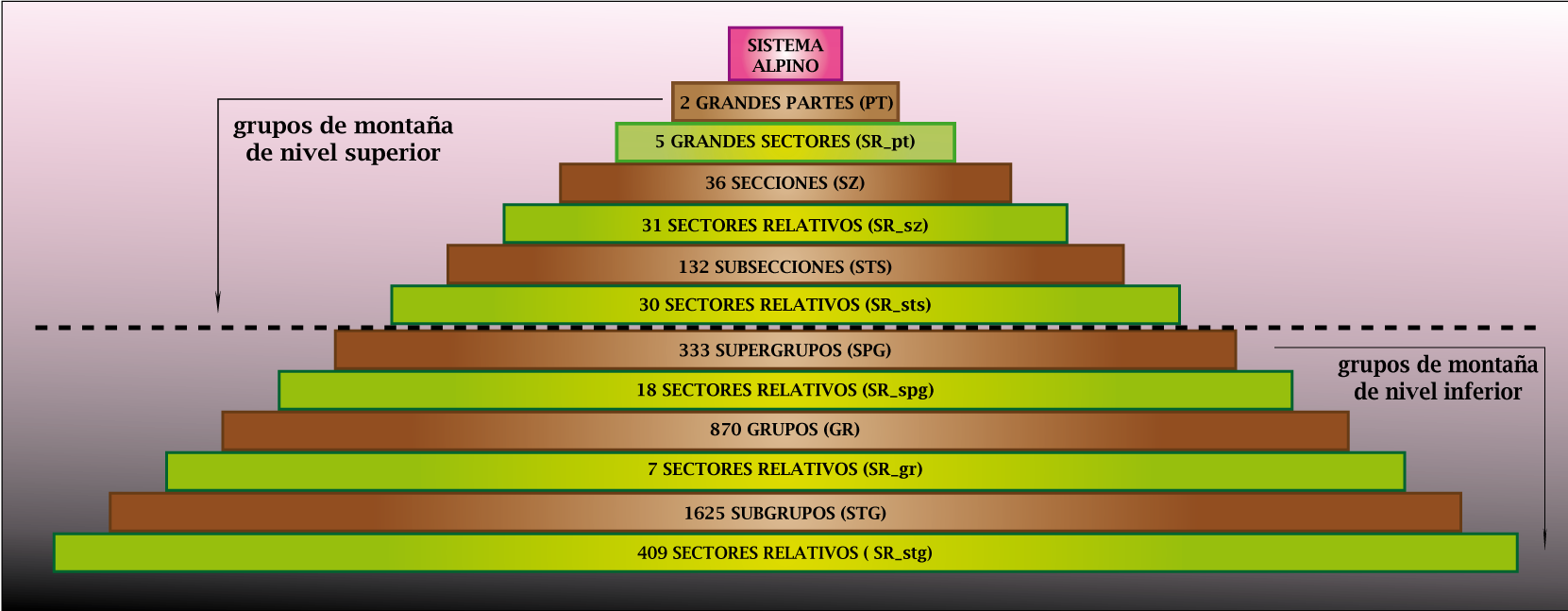
A pirâmide das subdivisões segundo a SOIUSA

O grande sector,  SR -  por settori em italiano - é a segunda divisão segundo a  Subdivisão Orográfica Internacional Unificada do Sistema Alpino (SOIUSA).
Depois das duas grandes partes que são os Alpes Ocidentais e os Alpes Orientais, vêm estes  5 grandes setores alpinos que se obtêm dividindo a parte ocidental em duas zonas;  
- Alpes Ocidentais-Norte e Alpes Ocidentais-Sul,

e a parte oriental em três zonas;
- Alpes Orientais-Norte,  Alpes Orientais-Centro, e  Alpes Orientais-Sul.

Segundo a SOIUSA, os Alpes dividem-se ainda em :
- 132 Subsecções alpinas (STS)
- 333 Supergrupos alpinos (SPG)
- 870 Grupos alpinos (GR)
- 1625 Subgrupos alpinos (STG)